# 马罗尔特罗德
马罗尔特罗德是德国图林根州的一个市镇。总面积6.31平方公里，总人口321人，其中男性170人，女性151人（2011年12月31日），人口密度51人/平方公里。